# Schloss Övedskloster

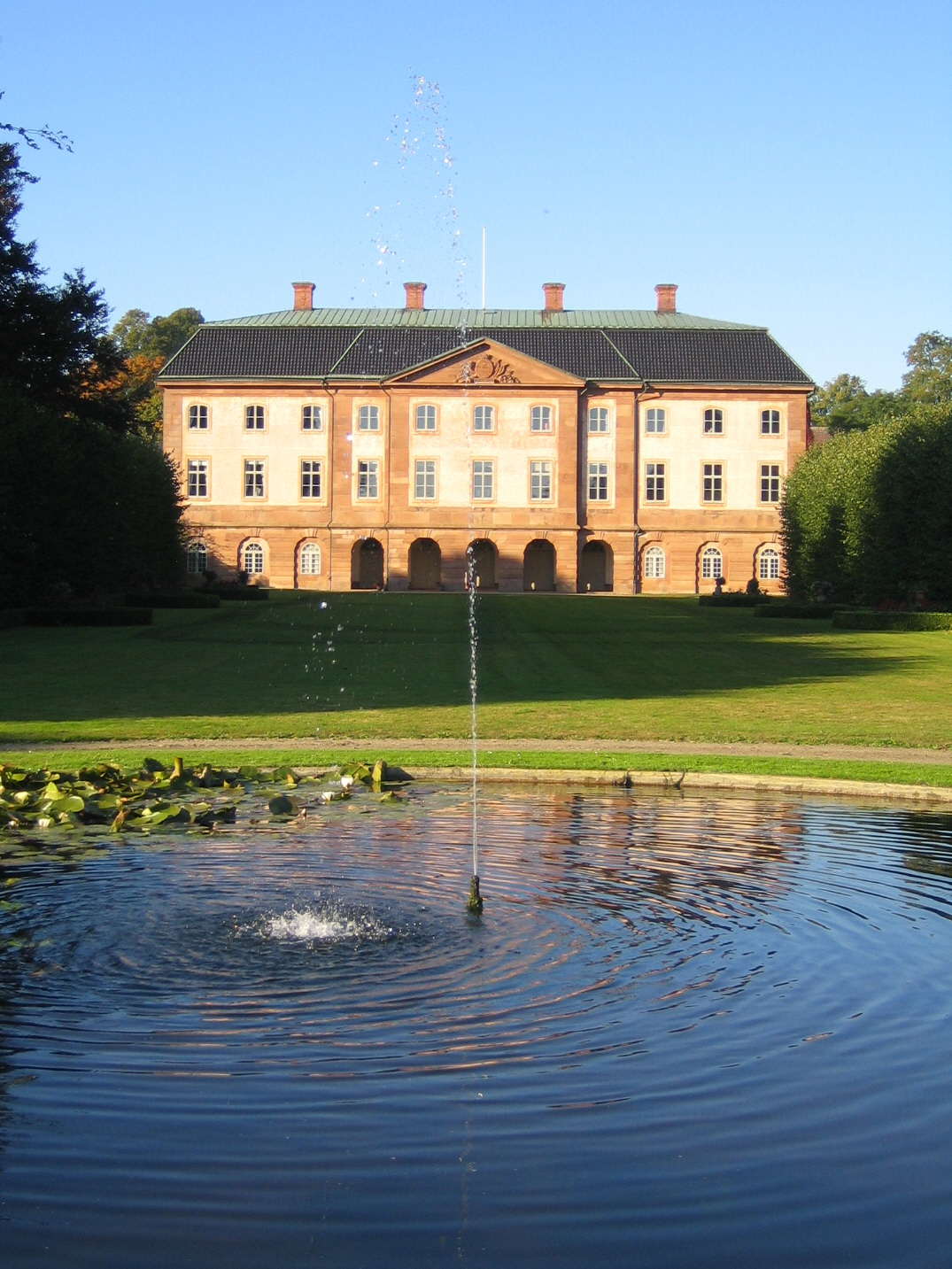
Schloss Övedskloster

Schloss Övedskloster, sieben Kilometer nordwestlich von Sjöbo in der historischen Provinz Schonen gelegen, ist einer der vollendetsten Rokoko-Herrenhöfe Schwedens.
Das Schloss, das sich in der Nähe des Vombsjön, an der Stelle eines ehemaligen Prämonstratenserklosters, befindet – daher auch der Name –, wurde zwischen 1768 und 1776 nach Plänen des Architekten Carl Hårleman im Auftrag des Obersten Hans Ramel erbaut. Das Hauptgebäude aus rotem Sandstein hebt sich von den vier weißgekalkten Seitengebäuden, die durch Mauern verbunden sind und einen imposanten Ehrenhof bilden, deutlich ab. Die Einrichtung im gustavianischen Stil wurde vom Architekten Jean Eric Rehn entworfen.
Das Schloss befindet sich als Fideikommiss noch immer im Besitz der Familie Ramel. Seit 1982 steht es als Byggnadsminne unter Denkmalschutz.

## Sonstiges
Das Schloss wird im dritten Kapitel von Selma Lagerlöfs Roman Die wunderbare Reise des kleinen Nils Holgersson mit den Wildgänsen beschrieben.